# 西佳木斯站
西佳木斯站，位于黑龙江省佳木斯市郊区，是绥佳铁路的沿线车站。建于1941年，为四等站。车站由哈尔滨铁路局佳木斯站，办理货物列车改编，列车到发、会让等任务；设有正线2条、到发线2条、调车线3条。